# Reykjarfjörður (Ísafjarðardjúp)
Dieser Reykjarfjörður ist ein Fjord in den Westfjorden von Island, genauer im Ísafjarðardjúp östlich vom Mjóifjörður und westlich vom Fjord Ísafjörður.
Seit 2008 führt der Djúpvegur  über einen Damm am Eingang des Fjordes.
Nur durch eine 60 m lange Brücke ist Wasseraustausch möglich.
Vorher musste der Fjord auf der Westseite umfahren werden.
Östlich des Fjords gibt es Hotel auf der Landzunge Reykjanes.
Es gibt in Island in den Westfjorden noch drei weitere Fjorde mit diesem Namen.